# Роман Меліх
Роман Меліх (нім. Roman Mählic; нар. 17 вересня 1971, Вінер-Нойштадт, Австрія) — австрійський футболіст і тренер. Найбільш відомий виступами за «Штурм» з Граца.

## Клубна кар'єра
Роман Меліх почав свою професійну кар'єру у «Вінер Шпорт-Клубі», за який у 4 сезонах відіграв 135 матчів. У 1994 році перейшов в «Тіроль», проте вже через рік приєднався до «Штурму». У його складі Меліх домігся найбільших успіхів у своїй кар'єрі: двічі ставав переможцем чемпіонату Австрії, тричі — володарем Кубка Австрії, а також брав участь в матчах Ліги чемпіонів УЄФА.
Після 8 років, проведених в «Штурмі», грав у кількох клубах з нижніх австрійських ліг.

## Кар'єра в збірній
Меліх дебютував за національну команду Австрії у вересні 1992 року в товариському матчі проти Португалії. Загалом у майці збірної провів 20 ігор, у тому числі три — в груповому етапі фінальної частини чемпіонату світу 1998 року. Останньою стала товариська гра проти Німеччини в травні 2002 року.

## Кар'єра тренера
З 2008 року очолював молодіжні команди низки австрійських клубів, а також команди з нижчих ліг австрійської першості. З 2017 року — тренер «Вінер-Нойштадт», клубу з рідного для Меліха міста.

## Досягнення
Як гравця
  «Штурм»
- Чемпіон Австрії (2): 1997/98, 1998/99
- Володар Кубка Австрії (3): 1995/96, 1996/97, 1998/99
- Володар Суперкубка Австрії (3): 1996, 1998, 1999

Як тренера
  «Аустрія II»
- Переможець Східної зони Регіональної ліги Австрії: 2004/05